# Tomasz Arciszewski
Tomasz Arciszewski (né le 4 novembre 1877 à Sierzchowy mort le 20 novembre 1955 à Londres) est un homme d'État polonais. il est Premier ministre du gouvernement polonais en exil de novembre 1944 à 1947.

## Biographie
Il travaille dans une aciérie en 1894 et entre au Parti socialiste polonais deux ans plus tard. Il s'installe à Londres en 1898 et revient en Pologne en août 1900. Il est arrêté par la police tsariste et reste emprisonné jusqu'en 1903. Libéré, il est chargé d'implanter le Parti socialiste dans les régions peu industrialisées de Pologne. En 1904, il rejoint le front combattant du Parti socialiste.